# 수도권 신도시 철도 TX-1000계 전동차
수도권 신도시 철도 TX-1000계 전동차(일본어: 首都圏新都市鉄道TX-1000系電車)는 2003년 3월부터 운행하고 있는 수도권 신도시 철도 쓰쿠바 익스프레스의 전동차이다.
이 차량은 수도권 신도시 철도 쓰쿠바 익스프레스 운행에 투입할 목적으로 제작되었다.
전 편성이 가와사키 중공업에서 제조되었다.

## 편성
- 수도권 신도시 철도 TX-1000계 전동차는 다음과 같은 편성으로 구성되었다.[1]

| 호차             | 1      | 2      | 3      | 4      | 5      | 6      |
| ---------------- | ------ | ------ | ------ | ------ | ------ | ------ |
| 명칭             | CT1    | M1     | T'     | M1'    | M2'    | CT2    |
| 번호             | 1100   | 1200   | 1300   | 1400   | 1500   | 1600   |
| 무게 (톤)        | 30.3   | 33.6   | 26.5   | 33.8   | 31.3   | 30.9   |
| 수용 (합계/좌석) | 147/48 | 158/51 | 158/54 | 158/54 | 158/51 | 147/48 |

## 운행 노선
- 수도권 신도시 철도 쓰쿠바 익스프레스